# Pedro Pablo Perlaza Concha
Pedro Pablo Perlaza Concha (Esmeraldas,  17 de abril de 1953) es un exfutbolista y entrenador ecuatoriano. Jugaba como volante diez, y su último club fue Esmeraldas Petrolero (1988). Actualmente es entrenador en categorías inferiores de la Federación Deportiva Provincial de Sucumbíos.

## Trayectoria

### Futbolista
Sus inicios se remontan a la temprana edad de catorce años. Asistía a trabajar como pasabolas en el Estadio Folke Anderson en Esmeraldas, donde nace su pasión por el deporte rey.
Se inicia como futbolista a la temprana edad de quince años en el Club Deportivo Amateur La Unión. Luego de brillantes actuaciones en campeonatos locales es llamado por Barcelona S.C. para presentarse a rendir pruebas. Prematuramente a los dieciséis años firma contrato para incorporarse al primer equipo.
Debuta y milita en Barcelona S.C. desde 1970 a 1974. Posteriormente es comprado por Carlos Falquez Batallas, presidente de Carmen Mora Encalada, equipo de la Serie A del Fútbol Ecuatoriano, en las temporadas de 1975 y 1976.
En 1977 regresa a Barcelona S.C. para jugar los dos años siguientes. Debido a problemas con el técnico Marcos Calderón, cede su contrato y pasa a formar parte del Club Sport Emelec. 
Con el Club Sport Emelec queda campeón en su primera y única temporada en 1979. Al año siguiente, Omar Quintana, presidente de Emelec, decide abandonar el club para hacerse cargo de la presidencia del Club 9 de Octubre llevándose consigo a Perlaza. Juega las temporadas de 1980 y 1981 para luego fichar por el Deportiva Quevedo, donde militaría desde 1982 a 1984, convirtiéndose en uno de los máximos referentes del equipo.
Para 1985, Perlaza decide volver a su ciudad natal para jugar en Esmeraldas Petrolero desde 1985 a 1988, año en que se retiraría del fútbol profesional.

### Entrenador

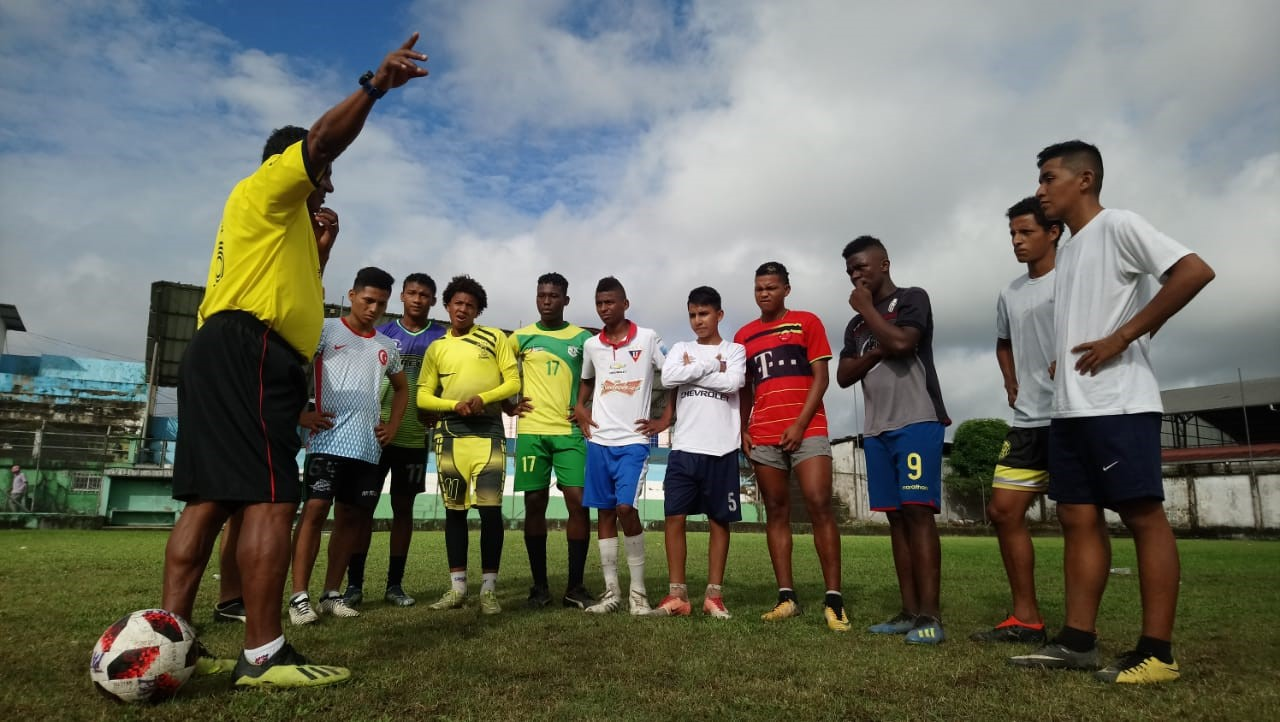
Perlaza dando indicaciones técnicas. Estadio Carlos Vernaza, Sucumbíos, Lago Agrio.

Una vez concluida su carrera, en 1988 decide vivir en los Estados Unidos. Tres años más tarde, impulsado por su hermano Flavio Perlaza, también exfutbolista, vuelve al país para comenzar su preparación como entrenador. 
Sus inicios como entrenador se remontan a 1992 en Calvi Fútbol Club. Posteriormente ingresa a dirigir las categorías inferiores de la Federación Ecuatoriana de Fútbol.
Tras un paso fugaz por dicha institución, es llamado por la Federación Deportiva Provincial de Zamora Chinchipe para ser el entrenador principal de categorías inferiores. Con Zamora Chinchipe logra el primer título futbolístico de la provincia tras coronarse campeón de los Juegos Amazónicos de 1995 en la ciudad de Nueva Loja en Lago Agrio, Sucumbíos.
Tras sus excelentes participaciones, la Federación Deportiva Provincial de Sucumbíos, decide contratar sus servicios llegando a ser entrenador hasta la actualidad y habiando forjando jugadores muy talentosos como Antonio Valencia, Fidel Martínez, Enner Valencia, Miller Bolaños, Carlos Orejuela entre otros
A nivel de clubes, 'el papi' Perlaza dirigió a Caribe Jr. tanto en categorías formativas como categorías absolutas. En el 2007 buscó el tan ansiado paso a la Serie B del Futbol Ecuatoriano en el Campeonato de Ascenso. Pese a quedar cinco años seguidos campeón del torneo local (2007 – 2011) nunca se logró clasificar a Primera B. Sin embargo, actualmente se lo considera como uno de los técnicos que mayor talento ha sabido llevar a la Selección del Ecuador, considerando a Caribe Jr. como una cantera de cracks.

## Clubes

### Como jugador
| Club                 | País    | Año         |
| -------------------- | ------- | ----------- |
| Barcelona S.C.       | Ecuador | 1970 – 1974 |
| Carmen Mora Encalada | Ecuador | 1975 – 1976 |
| Barcelona S.C        | Ecuador | 1977 – 1978 |
| C.S. Emelec          | Ecuador | 1979        |
| 9 de Octubre         | Ecuador | 1980 – 1981 |
| Deportivo Quevedo    | Ecuador | 1982 – 1984 |
| Esmeraldas Petrolero | Ecuador | 1984 – 1988 |

### Como entrenador
| Club                    | País    | Año         |
| ----------------------- | ------- | ----------- |
| Calvi F.C. (asistente)  | Ecuador | 1992 – 1993 |
| FEF sub-17              | Ecuador | 1994        |
| Caribe Jr. (mayores)    | Ecuador | 2007 – 2011 |
| Caribe Jr. (inferiores) | Ecuador | 2015        |

## Federaciones Provinciales
| Provincia                                           | País    | Año           |
| --------------------------------------------------- | ------- | ------------- |
| Federación Deportiva Provincial de Zamora Chinchipe | Ecuador | 1995 – 1996   |
| Federación Deportiva Provincial de Sucumbíos        | Ecuador | 1995 – actual |

## Palmarés

### Como jugador
| Título                 | Equipo      | País    | Año  |
| ---------------------- | ----------- | ------- | ---- |
| Campeonato Ecuatoriano | C.S. Emelec | Ecuador | 1979 |

### Como entrenador
| Título                   | Equipo                                              | País       | Año  |
| ------------------------ | --------------------------------------------------- | ---------- | ---- |
| Juegos Amazónicos        | Federación Deportiva Provincial de Zamora Chinchipe | Ecuador    | 1995 |
| Juegos Amazónicos        | Federación Deportiva Provincial de Sucumbíos        | Ecuador    | 1997 |
| Juegos Amazónicos        | Federación Deportiva Provincial de Sucumbíos        | Ecuador    | 1998 |
| Juegos Amazónicos        | Federación Deportiva Provincial de Sucumbíos        | Ecuador    | 2000 |
| Copa Maya                | Caribe Jr.                                          | Costa Rica | 2005 |
| Juegos Nacionales sub-18 | Federación Deportiva Provincial de Sucumbíos        | Ecuador    | 2008 |
| Juegos Amazónicos        | Federación Deportiva Provincial de Sucumbíos        | Ecuador    | 2009 |
| Juegos Prejuveniles      | Federación Deportiva Provincial de Sucumbíos        | Ecuador    | 2015 |
| Juegos Juveniles         | Federación Deportiva Provincial de Sucumbíos        | Ecuador    | 2018 |